# Akchang
L'akchang è un tipo di componimento poetico e musicale, sviluppatosi in Corea durante il periodo Chosŏn (1392-1910).
Il termine significa letteralmente "versi/strofe musicati" e la sua identificazione è piuttosto controversa, in quanto simile per forma e per contenuti ai generi delle kasa e delle kyonggich'e-ga. Anche cronologicamente questi componimenti sono difficili da collocare con precisione: anche se considerate tipiche di questo periodo storico presentano molte evidenze che sembrano riportare le loro origini a epoche più antiche.
Il carattere laudativo delle akchang le ha fatte identificare come antichi canti rituali (spesso elogi funebri che esaltavano le qualità e le virtù di un determinato personaggio) poi evolutesi in poesie eseguite con l'accompagnamento musicale. Malgrado la sua esecuzione in contesti funebri, questo tipo di componimento sembra essere stato associato anche al divertimento ed eseguito in un clima di spensieratezza: "finito il periodo di lutto (...) si potevano leggere le akchang".
Dal punto di vista metrico, la akchang è divisa in stanze senza un numero fisso  di versi né una quantità di versi sempre costante. I componimenti venivano scritti interamente in cinese, o con alternanza di caratteri cinesi e han'gŭl, o con entrambi i sistemi di scrittura.
Le composizioni erano messe al servizio del potere, allo scopo di glorificare e celebrare la nuova dinastia (la dinastia Yi) ma mantennero comunque un carattere d'indipendenza, divenendo canti da eseguire in festini e in altre ricorrenze.